# Taipingzhuang (socken i Kina, Inre Mongoliet, lat 41,36, long 111,44)
Taipingzhuang (kinesiska: 太平庄, 太平庄乡) är en socken i Kina. Den ligger i den autonoma regionen Inre Mongoliet, i den norra delen av landet, omkring 63 kilometer norr om regionhuvudstaden Hohhot.
Genomsnittlig årsnederbörd är 539 millimeter. Den regnigaste månaden är juli, med i genomsnitt 143 mm nederbörd, och den torraste är januari, med 4 mm nederbörd.